# آن بيترسون
آن بيترسون (بالإنجليزية: Ann Peterson) هي غطاسة أمريكية، ولدت في 16 يونيو 1947 في كانساس سيتي في الولايات المتحدة.

## وصلات خارجية
- آن بيترسون على موقع الاتحاد الدولي للسباحة (الإنجليزية)
- آن بيترسون على موقع اللجنة الأولمبية الدولية (الإنجليزية)
- آن بيترسون على موقع أوليمبيديا (الإنجليزية)